# Первомайский (Саратов)
Первома́йский — исторически сложившийся посёлок  (ныне — микрорайон) в Октябрьском районе Саратова.

## Географическое положение
Посёлок Первомайский (ныне микрорайон) находится в Октябрьском районе Саратова.

## История
Изначально на этом месте была дубовая роща.
Прежнее название — «Очкино место», по фамилии купца Очкина. Преимущественное население: железнодорожные служащие и рабочие.
Нынешнее название — в честь праздника Первомая.

## Улицы
Микрорайон имеет форму почти правильного квадрата; очерчен:
1. 9-й линией;
2. 2-м Станционным проездом, переходящим в Астраханскую улицу (от микрорайона  её отделяет «Сквер железнодорожников»);
3. улицей 2-я Садовая и,
4. с последней стороны — парком ПКиО им. Горького.

Улицы микрорайона разделяются на перепендикулярные друг другу «Проезды» и «Линии»:
- Проезды (1, 2, 3, 5, 6, 7-й) 
  - вместо 4-го проезда — улица им. Кособокова С.М[2] (иногда сокращают до «улица Кособокова»[3]).
- и Линии (3, 4, 5, 7, 9-я).

## Фотографии

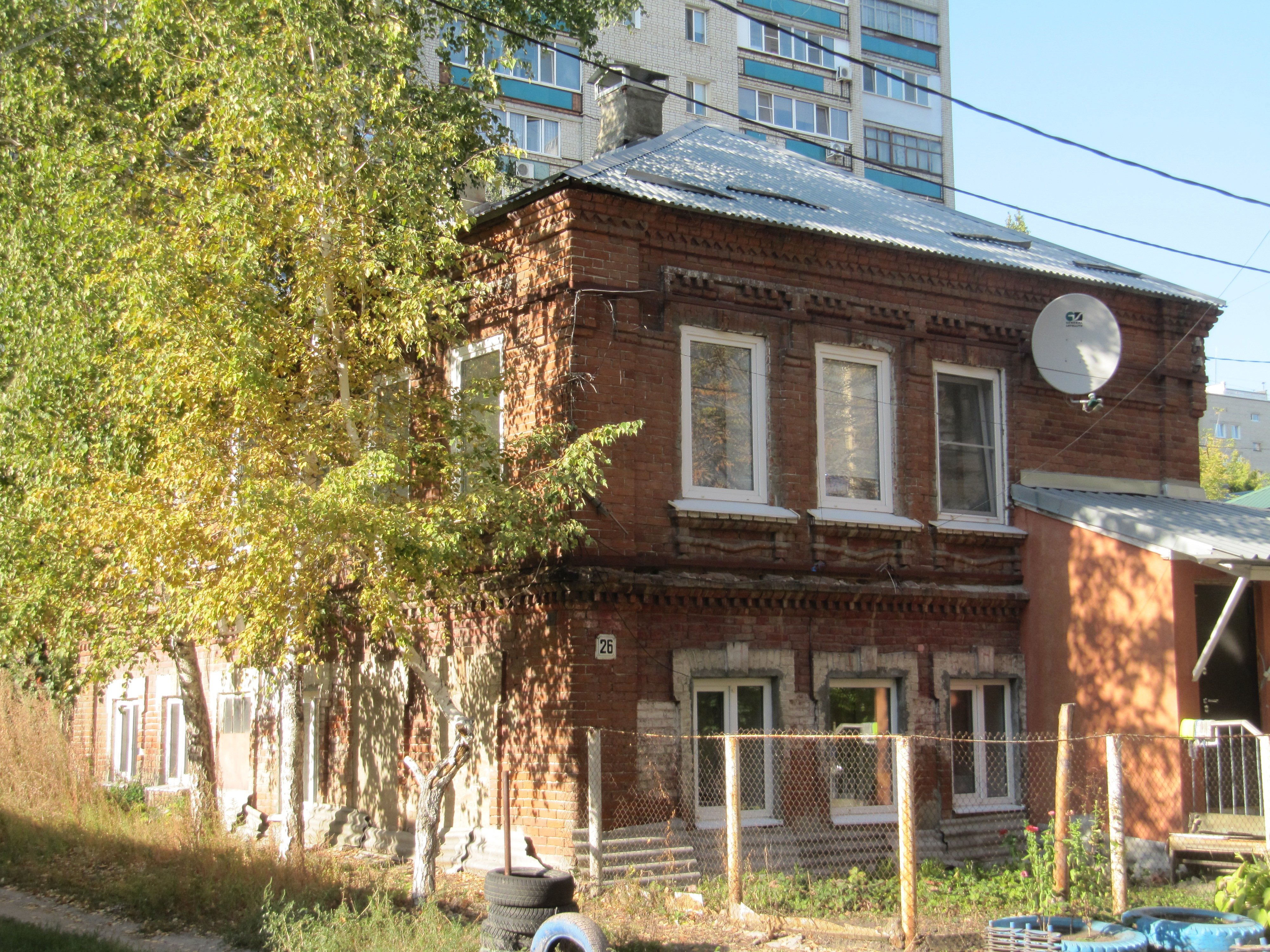
Дом 26
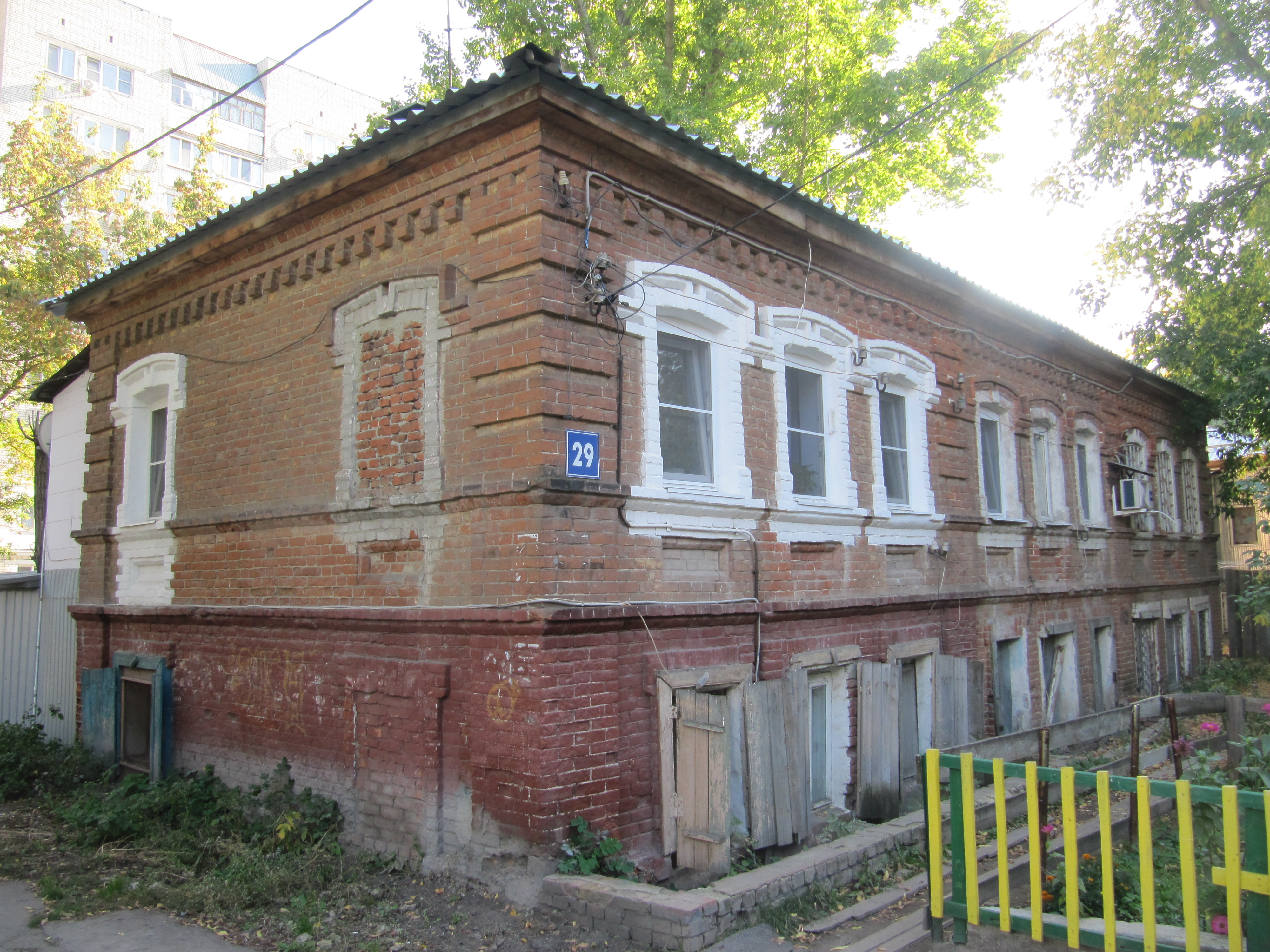
Дом 29